# شهرستان واکر (جورجیا)
شهرستان واکر، جورجیا (به انگلیسی: Walker County, Georgia) یک سکونتگاه مسکونی در ایالات متحده آمریکا است که در جورجیا واقع شده‌است.